# Biennale d'Afrique de l'Est
La Biennale d'Afrique de l'Est est une manifestation culturelle internationale qui présente à la fois des expositions d'art contemporain, une programmation insterdisciplinaire rattachée aux arts de la scène ainsi qu'aux manifestations du patrimoine culturel immatériel est-africain. Fondée en 2003, cette biennale regroupe le Burundi, la Tanzanie et le Rwanda.  Elle se répète alternativement dans ces trois pays.
La Ve édition est inaugurée le 13 avril 2012 par le président burundais Pierre Nkurunziza à Bujumbura au Burundi. Elle est réalisée en collaboration avec l'Institut Français du Burundi et se poursuit jusqu'au 30 avril 2012. Les principaux organisateurs de cette édition sont M. Arthur Cyriaque D., Secrétaire Exécutif de la Biennale d'Afrique de l'Est-BURUNDI et Mme Rose Ndayiragije, Présidente de la Biennale d'Afrique de l'Est-BURUNDI. Cette édition intègre également un partenariat avec la Biennale de Paris, représentée en 2012 par l'artiste André Éric Létourneau.